# Gloria Núñez Sánchez
Gloria Elizabeth Núñez Sánchez (Guadalajara, Jalisco; 20 de marzo de 1984) es una abogada y política mexicana, miembro del partido Movimiento Ciudadano (MC). De 2011 a 2014 fue diputada local en la XXX Legislatura del Congreso del Estado de Nayarit, de 2012 a 2015 diputada federal en la LXII Legislatura del Congreso de la Unión, y de 2017 a 2018 presidente municipal de Compostela, Nayarit. Desde el 9 de junio de 2021 es senadora del Congreso de la Unión por Nayarit.

## Biografía

### Estudios y formación
Gloria Núñez Sánchez es licencia en Derecho egresada de la Universidad Autónoma de Nayarit, tiene dos maestrías, una en Administración y Gestión Electoral por el Instituto Estatal Electoral de Nayarit y otra en Parlamento y Democracia por la Universidad Nacional Autónoma de México y la Universidad de Salamanca, así como estudios en proceso de doctorado.

## Carrera política
De 2004 a 2005 fue oficial de Defensor Jurídico y de 2005 a 2006 oficial de Asesor Jurídico, ambos en el Instituto Federal de Defensoría Pública y de 2006 a 2007 fue asistente de un diputado al Congreso de Nayarit. En 2007 ingreso formalmente a las filas del Partido Revolucionario Institucional, donde fue consejera política del mismo de 2007 a 2009 y directora de Asuntos Jurídicos del comité estatal del PRI. De 2008 a 2010, fue tesorera del municipio de Compostela, Nayarit. De 2011 a 2012 se desempeñó como diputada local de la XXX Legislatura del Congreso de Nayarit en representación del distrito 8 y de 2012 a 2015 fue diputada federal por el Distrito 3 de Nayarit en la LXII Legislatura ; en ella se desempeñó como secretaria de la comisión de Turismo e integrante de las comisiones de Juventud; de Puntos Constitucionales; y, Especial de Lucha Contra la Trata de Personas. En 2016 renunció al Partido Revolucionario Institucional, y en 2017 fue postulada como candidata del Partido Acción Nacional a presidenta municipal de Compostela, siendo electa con el 37.95% de los votos y permaneciendo en el cargo hasta 2018. 
En 2018 fue postulada candidata a Senadora del PAN por la coalición Por México al Frente; quedó en segundo lugar en las preferencias electorales, por lo que le correspondió ocupar la senaduría de primera minoría para el periodo de aquel año a 2024. En el Senado es secretaria de la comisión de Cultura y de la comisión de Turismo; es integrante de las comisiones de Desarrollo Urbano, Ordenamiento Territorial y Vivienda; de Desarrollo y Bienestar Social; y de Marina.
En 2021 durante el proceso electoral para la gubernatura del estado de Nayarit, fue designada como candidata por la coalición Va por Nayarit, Núñez Sánchez obtuvo el tercer lugar con el 17.68% del sufragio electoral para las elecciones que se celebraron el 6 de junio de 2021, por detrás de Ignacio Flores Medina, de Movimiento Ciudadano que obtuvo el 20.52% y de Miguel Ángel Navarro Quintero del Movimiento Regeneración Nacional que resultó electo gobernador del estado con el 49.29% del voto.
En abril de 2022, renunció a su militancia en el Partido Acción Nacional, y por ende al grupo parlamentario del PAN en el Senado de la república, para posteriormente integrarse a la bancada del partido Movimiento Ciudadano. 